# Tailandia en los Juegos Olímpicos de Londres 2012
Tailandia estuvo representada en los Juegos Olímpicos de Londres 2012 por un total de 37 deportistas, 19 hombres y 18 mujeres, que compitieron en 15 deportes.
El portador de la bandera en la ceremonia de apertura fue el nadador Nuttapong Ketin.

## Medallistas
El equipo olímpico tailandés obtuvo las siguientes medallas:
| Nombre           | Deporte      | Competición |
| ---------------- | ------------ | ----------- |
| Oro              |              |             |
| —                |              |             |
| Plata            |              |             |
| Kaeo Pongprayoon | Boxeo        | 49 kg M     |
| Pimsiri Sirikaew | Halterofilia | 58 kg F     |
| Bronce           |              |             |
| Rattikan Gulnoi  | Halterofilia | 58 kg F     |
| Chanatip Sonkham | Taekwondo    | –49 kg F    |